# Loutehel
Loutehel är en kommun i departementet Ille-et-Vilaine i regionen Bretagne i nordvästra Frankrike. Kommunen ligger i kantonen Maure-de-Bretagne som tillhör arrondissementet Redon. År 2022 hade Loutehel 235 invånare.

## Befolkningsutveckling
Antalet invånare i kommunen Loutehel
Referens:INSEE